# Медаль «За труды и храбрость при взятии Гянджи»
Медаль «За труды и храбрость при взятии Гянджи» или «За взятие Гянджи» —  медаль Российской империи, государственная награда, которой награждались солдаты, участвовавшие в штурме Гянджи 3 января 1804 года во время Русско-персидской войны (1804—1813).

## Основные сведения
Медаль «За труды и храбрость при взятии Гянджи» была учреждена Александром I 16 июля 1804 года в связи со взятием русской армией крепости Гянджа (или Ганджа, в то время Ганжа). Указ об учреждении был объявлен министру финансов А. И. Васильеву Х. А. Ливеном.
Медали были отчеканены на Санкт-Петербургском монетном дворе в апреле 1805 года и высланы главнокомандующему войсками в Закавказье П. Д. Цицианову. Всего изготовлено 3700 медалей.

## Порядок награждения
Медаль предназначалась солдатам, участвовавшим в штурме Гянджи. Известно, что главнокомандующий войсками в Закавказье П. Д. Цицианов откладывал выдачу медалей и предлагал перечеканить медали с заменой надписи на обороте на «ЗА ХРАБРОСТЬ ПРИ ВЗЯТЇИ ГАНЖИ ШТУРМОМЪ ГЕНВАРЯ 3. 1804.» с тем, чтобы наградить только 1560 солдат, непосредственно участвовавших в штурме крепости (в том числе 7-й артиллерийский полк — 22 человека, 17-й егерский полк — 515 человек, Кавказский гренадерский полк — 341 человек, Нарвский драгунский полк — 211 человек, Севастопольский мушкетёрский полк — 417 человек). Оставшиеся 2140 медалей предлагалось переплавить, получившееся серебро продать и на вырученные деньги построить соборную колокольню в Тбилиси. Цицианов обосновывал необходимость замены надписи тем, что слышал замечание одного из рядовых участников штурма, прочитавшего надпись на медали — «А где же штурм?». На данный план к январю 1806 года было получено разрешение Александра I, но, насколько известно, план осуществлён не был: Цицианов в феврале 1806 года был убит, а о медалях с изменённым реверсом ничего неизвестно.

## Описание медали
Медали были сделаны из серебра. Диаметр 33 мм. Гурт гладкий. На лицевой стороне медали изображён витиеватый вензель Александра I, увенчанный большой императорской короной. На оборотной стороне медали горизонтальная надпись в семь строк:
ЗА
ТРУДЫ
И ХРАБРОСТЬ
ПРИ ВЗЯТЇИ
ГАНЖИ
ГЕНВАРЯ 3.
1804 Г.

## Порядок ношения
Медаль имела ушко для крепления к колодке или ленте. Носить медаль следовало на груди. Лента медали — Александровская.